# リモート・プラズマ

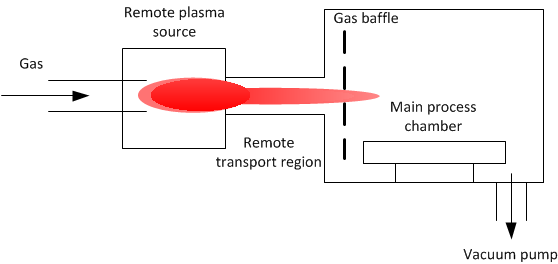
リモート・プラズマ・システム。

リモート・プラズマ (またの名は、ダウンストリーム・プラズマもしくはアフターグロー・プラズマ）は、プラズマと材料の相互作用がプラズマ・アフターグロー内のプラズマから離れた場所で発生するプラズマ処理方法である。

## リファレンス
1. ↑  Tommi Kääriäinen; David Cameron; Marja-Leena Kääriäinen; Arthur Sherman (17 May 2013). Atomic Layer Deposition: Principles, Characteristics, and Nanotechnology Applications. Wiley. pp. 21–. ISBN 978-1-118-74742-1
2. ↑  Alexander Fridman (5 May 2008). Plasma Chemistry. Cambridge University Press. pp. 532–. ISBN 978-1-139-47173-2